# Tony Awards 2013

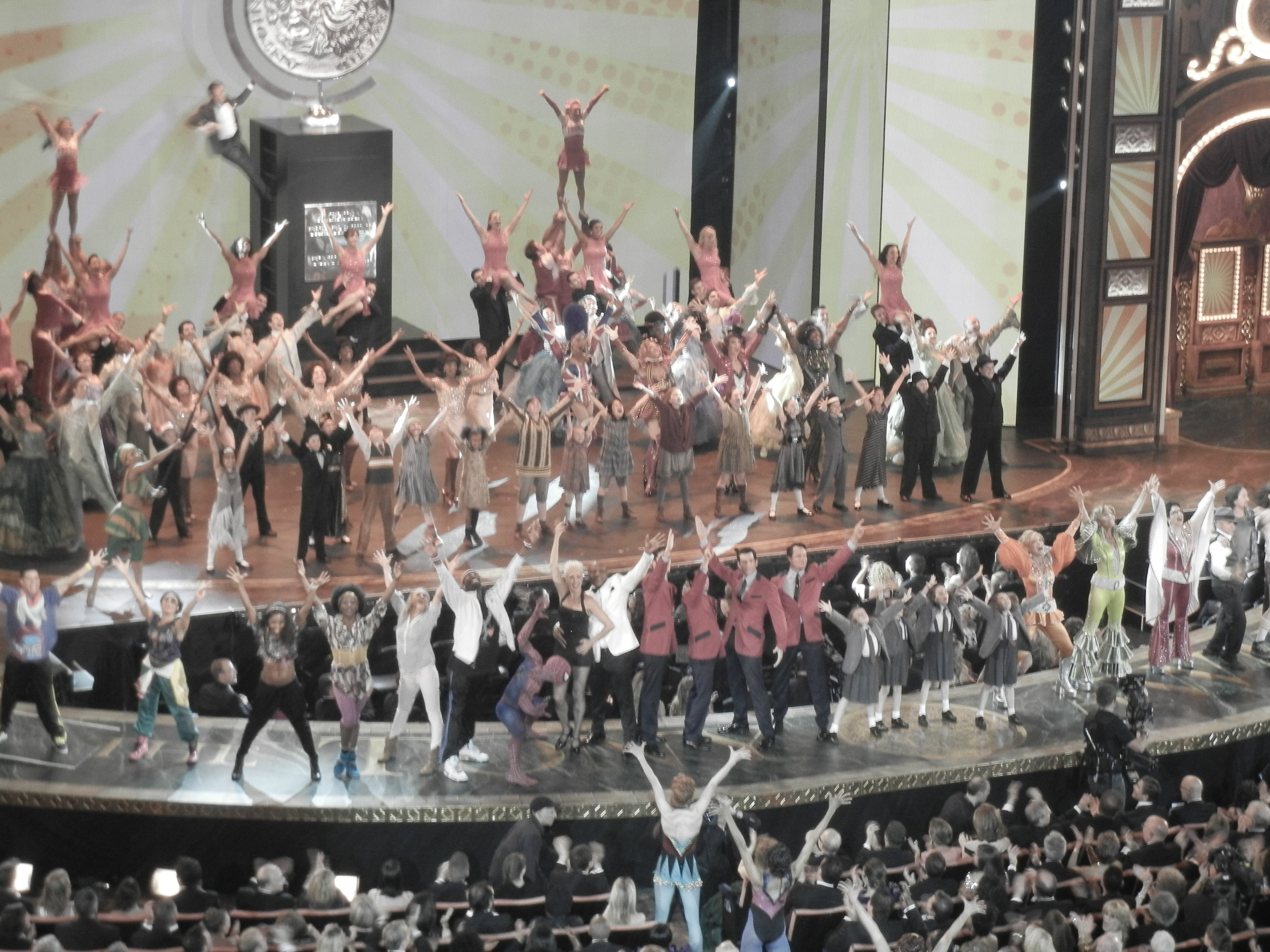
Eröffnungsnummer der Tony Awards 2013.

Die Verleihung des Tony Award 2013 (67th Annual Tony Awards) fand am 9. Juni 2013 nach zwei Jahren im Beacon Theatre wieder in der Radio City Music Hall in New York City statt und wurde vom Sender CBS übertragen. Ausgezeichnet wurden Theaterstücke und Musicals von 2012/13, die am Broadway bis zum 25. April eröffneten. Die Nominierungen wurden am 30. April bekannt gegeben. Die Einschaltquote übertraf mit 7,3 Millionen Zuschauern deutlich die Ergebnisse des Vorjahres (6,01 Mio.) und die der Verleihung von 2011 (6,95 Millionen). Die Moderation übernahm zum vierten Mal Neil Patrick Harris.

## Gewinner und Nominierte

### Theaterstücke
| Meiste Tonys         | The Nance und Who’s Afraid of Virginia Woolf? (je 3 Tonys) |
| Meiste Nominierungen | Golden Boy (8 Nominierungen)                               |

| Kategorie                                | Preisträger | Theaterstück                        | Nominierungen |
| ---------------------------------------- | --- | ----------------------------------- | --- |
| Bestes Theaterstück                      | | Vanya and Sonia and Masha and Spike | The Assembled Parties Lucky Guy The Testament of Mary |
| Beste Wiederaufnahme eines Theaterstücks | | Who’s Afraid of Virginia Woolf?     | Golden Boy Orphans The Trip to Bountiful |
| Bester Hauptdarsteller                   | Tracy Letts | Who’s Afraid of Virginia Woolf?     | Tom Hanks für Lucky Guy Nathan Lane für The Nance David Hyde Pierce für Vanya and Sonia and Masha and Spike Tom Sturridge für Orphans                                                                       |
| Beste Hauptdarstellerin                  | Cicely Tyson | The Trip to Bountiful               | Laurie Metcalf für The Other Place Amy Morton für Who’s Afraid of Virginia Woolf? Kristine Nielsen für Vanya and Sonia and Masha and Spike Holland Taylor für Ann: An Affectionate Portrait of Ann Richards |
| Bester Nebendarsteller                   | Courtney B. Vance | Lucky Guy                           | Danny Burstein für Golden Boy Richard Kind für The Big Knife Billy Magnussen für Vanya and Sonia and Masha and Spike Tony Shalhoub für Golden Boy                                                           |
| Beste Nebendarstellerin                  | Judith Light | The Assembled Parties               | Carrie Coon für Who’s Afraid of Virginia Woolf? Shalita Grant für Vanya and Sonia and Masha and Spike Judith Ivey für The Heiress Condola Rashād für The Trip to Bountiful                                  |
| Beste Theaterregie                       | Pam MacKinnon | Who’s Afraid of Virginia Woolf?     | Nicholas Martin für Vanya and Sonia and Masha and Spike Bartlett Sher für Golden Boy George C. Wolfe für Lucky Guy                                                                                          |
| Bestes Bühnenbild                        | John Lee Beatty | The Nance                           | Santo Loquasto für The Assembled Parties David Rockwell für Lucky Boy Micheal Yeargan für Golden Boy |
| Beste Kostüme                            | Ann Roth | The Nance                           | Soutra Gilmore für Cyrano de Bergerac Albert Wolsky für The Heiress Catherine Zuber für Golden Boy |
| Bestes Lichtdesign                       | Jules Fisher und Peggy Eisenhauer | Lucky Guy                           | Donald Holder für Golden Boy Jennifer Tipton für The Testament of Mary Japhy Weideman für The Nance |
| Bestes Sounddesign                       | Leon Rothenberg | The Nance                           | John Gromada für The Trip to Bountiful Mel Mercier für The Testament of Mary Peter John Still und Marc Salzberg für Golden Boy                                                                              |
| Tony Honors for Excellence in Theatre    | Michael Bloomberg Career Transition for Dancers William „Bill“ Craver Peter Lawrence The Lost Colony (Roanoke Island) Sophia Gennusa, Oona Laurence, Bailey Ryon und Milly Shapiro (für die Hauptrolle in Matilda) |                                     | |
| Special Tony Award                       | Bernard Gersten Ming Cho Lee Paul Libin |                                     | |
| Isabelle Stevenson Award                 | Larry Kramer |                                     | |
| Regional Theatre Tony Award              | Huntington Theatre Company, Boston |                                     | |

### Musicals
| Meiste Tonys (Musical)         | Kinky Boots (6 Tonys)          |
| Meiste Nominierungen (Musical) | Kinky Boots (13 Nominierungen) |

| Kategorie                                             | Preisträger                  | Musical                            | Nominierungen |
| ----------------------------------------------------- | ---------------------------- | ---------------------------------- | --- |
| Bestes Musical                                        |                              | Kinky Boots                        | Bring It On: The Musical A Christmas Story: The Musical Matilda |
| Bestes Musicallibretto                                | Dennis Kelly                 | Matilda                            | Joseph Robinette für A Christmas Story: The Musical Harvey Fierstein für Kinky Boots Douglas Carter Beane für Rodgers & Hammerstein's Cinderella                                                                         |
| Beste Originalmusik eines Musicals oder Theaterstücks | Musik und Text: Cyndi Lauper | Kinky Boots                        | Musik und Text: Benj Pasek und Justin Paul für A Christmas Story: The Musical Musik: Trey Anastasio, Text und Musik: Amanda Green für Hands on a Hardbody Musik und Text: Tim Minchin für Matilda                        |
| Beste Wiederaufnahme eines Musicals                   |                              | Pippin                             | Annie The Mystery of Edwin Drood Rodgers & Hammerstein's Cinderella |
| Bester Hauptdarsteller                                | Billy Porter                 | Kinky Boots                        | Bertie Carvel für Matilda Santino Fontana für Rodgers & Hammerstein's Cinderella Rob McClure für Chaplin Stark Sands für Kinky Boots                                                                                     |
| Beste Hauptdarstellerin                               | Patina Miller                | Pippin                             | Stephanie J. Block für The Mystery of Edwin Drood Carolee Carmello für Scandalous: The Life and Trials of Aimee Semple McPherson Valisia LeKae für Motown: The Musical Laura Osnes für Rodger & Hammerstein's Cinderella |
| Bester Nebendarsteller                                | Gabriel Ebert                | Matilda                            | Charl Brown für Motown: The Musical Keith Carradine für Hands on a Hardbody Will Chase für The Mystery of Edwin Drood Terrence Mann für Pippin                                                                           |
| Beste Nebendarstellerin                               | Andrea Martin                | Pippin                             | Annaleigh Ashford für Kinky Boots Victoria Clark für Rodgers & Hammerstein's Cinderella Keala Settle für Hands on a Hardbody Lauren Ward für Matilda                                                                     |
| Beste Musicalregie                                    | Diane Paulus                 | Pippin                             | Scott Ellis für The Mystery of Edwin Drood Jerry Mitchell für Kinky Boots Matthew Warchus für Matilda |
| Beste Choreographie                                   | Jerry Mitchell               | Kinky Boots                        | Andy Blankenbuehler für Bring It On: The Musical Peter Darling für Matilda Chet Walker für Pippin |
| Beste Orchestrierung                                  | Stephen Oremus               | Kinky Boots                        | Christopher Nightingale für Matilda Ethan Popp und Bryan Crook für Motown: The Musical Danny Troob für Rodgers & Hammerstein's Cinderella                                                                                |
| Bestes Bühnenbild                                     | Rob Howell                   | Matilda                            | Anna Louizos für The Mystery of Edwin Drood Scott Pask für Pippin David Rockwell für Kinky Boots |
| Beste Kostüme                                         | William Ivey Long            | Rodgers & Hammerstein's Cinderella | Gregg Barnes für Kinky Boots Rob Howell für Matilda Dominque Lemieux für Pippin |
| Bestes Lichtdesign                                    | Hugh Vanstone                | Matilda                            | Kenneth Posner für Rodgers & Hammerstein's Cinderella Kenneth Posner für Kinky Boots Kenneth Posner für Pippin |
| Bestes Sounddesign                                    | John Shivers                 | Kinky Boots                        | Jonathan Deans und Garth Helm für Pippin Peter Hylenski für Motown: The Musical Nevin Steinberg für Rodgers & Hammerstein's Cinderella                                                                                   |